# Магазија (Бакау)
Магазија (рум. Magazia) насеље је у Румунији у округу Бакау у општини Ракитоаса. Oпштина се налази на надморској висини од 210 m.

## Становништво
Према подацима из 2002. године у насељу је живело 154 становника, од којих су сви румунске националности.